# 郭希顏
郭希顏（1509年—1560年），字仲愚，號勿齋，江西南昌府豐城縣人，明朝官员。

## 生平
十四岁由國子生中式嘉靖元年（1522年）江西鄉試第十五名舉人，嘉靖十一年（1532年）壬辰科会试第三十七名，三甲第二百二十五名進士。觀吏部政，選翰林院庶吉士，十三年十二月授翰林院检讨，十八年二月陞右春坊右赞善兼检讨，十九年九月丁父忧，二十三年三月复除原职，二十四年正月升左中允，充《大明会典》纂修官，五月考察，降延平府通判，陞兩淮鹽運司副使，谪官家居。
嘉庆三十九年（1560年），郭希顏上疏明世宗立裕王为太子，而世宗担心二龙相见会被克死，便被以“妖言”的罪名被斩首。梟首各省，隆慶改元追贈太常少卿。

## 家族
曾祖郭惟信；祖郭俊，號淇川；父郭錦（1484年-1540年），字尚綗；母雷氏，封孺人。重慶下，妻李氏，弟希曾；希思；希孟；希張，子汝寧；禹臣（鄖陽府同知）。